# Conus woodringi
Espèce
Conus woodringi est une espèce fossile de mollusques gastéropodes marins de la famille des Conidae.

## Distribution
Cette espèce est présente au Panama. 

## Taxonomie

### Publication originale
L'espèce Conus woodringi a été décrite pour la première fois en 2018 par le malacologiste américain Jonathan R. Hendricks (d),.